# Liste bekannter Oboisten
In die Liste bekannter Oboisten sind Namen bekannter Musiker eingetragen, die Oboe solo oder im Orchester spielen. Die Namen sind in der Liste alphabetisch sortiert.

## A
- Emanuel Abbühl, Solooboist London Symphony Orchestra, Professor in Mannheim, Basel und London
- John Anderson, Solooboist Royal Philharmonic Orchestra, Professor in London

## B
- Matthias Bäcker (* 1971), Professor in Weimar
- Washington Barella (* 1964), Professor in Berlin
- Christian Samuel Barth (1735–1809), Oboist in Kassel und Kopenhagen
- Apollon Marie-Rose Barret (1804–1879), französischer Oboenlehrer, Professor an der Royal Academy of Music in London
- Klaus Becker (1953–2024), Professor in Hannover, Gewinner des ARD-Musikwettbewerbs 1981
- Alfredo Bernardini (* 1961), italienischer Oboist, Professor Mozarteum Salzburg, Dirigent
- Alessandro Besozzi (1702–1793), Komponist und Oboist in Turin
- Giuseppe Besozzi (1686–1760), Oboist in Parma
- Clara Blessing (* 1992), Professorin in Würzburg
- Gottfried Boisits (*1 944), Solooboist der Wiener Philharmoniker, Orchester der Wiener Staatsoper (1970–2004), Wiener Philharmoniker (1976–2004), Professor in Graz (Expositur Oberschützen), Mundartdichter (Hianzn, „Lesebiachl“), trio douze
- Maurice Bourgue (1939–2023), französischer Oboist, Komponist und Dirigent, Professor in Genf
- Douglas Boyd (* 1959), britischer Solooboist des Chamber Orchestra of Europe, Dirigent
- Adrian Bucac, Solooboist Sinfonieorchester Lichtenstein

## C
- Nicholas Daniel (* 1962), britischer Oboist und Dirigent, Professor in Trossingen
- Clara Dent-Bogányi, Soloboistin Rundfunk-Sinfonieorchester Berlin, Professorin in Nürnberg

## D
- Nick Deutsch (* 1972), Solo-Oboist Frankfurter Opern- und Museumsorchester, Professor in Leipzig
- Maarten Dekkers, Solo-Oboist Radio Filharmonisch Orkest (RFO), Solo-Oboist WDR Sinfonieorchester (WSO), Professor bei Codarts Rotterdam

## F
- Pierre W. Feit (* 1941), emeritierter Professor in Essen
- Jean-Luc Fillon, zunächst in der Klassik, dann in Jazz und Weltmusik
- Peter Fischer (1925–2004), Solooboist Gewandhausorchester
- Kai Frömbgen (* 1977), Solooboist Bamberger Symphoniker, Chamber Orchestra of Europe, Professor in Hannover

## G
- Réal Gagnier (1905–1984), kanadischer Oboist und Musikpädagoge
- Martin Gebhardt, Schweizer Oboist, Gründer des Aulos Quartetts
- Willi Gerlach (1909–nach 1972), Solooboist Gewandhausorchester
- Burkhard Glaetzner (* 1943), Solooboist Rundfunksinfonieorchester Leipzig, Professor in Leipzig und Berlin
- Alfred Gleißberg (1864–1963), Solooboist Gewandhausorchester, Professor in Leipzig
- Henrik Chaim Goldschmidt (* 1959), dänischer Oboist, Mitglied des Royal Danish Orchestra, Gründer des Nahost-Friedensorchesters und Grammy-Preisträger
- Cristina Gómez Godoy (* 1990), Solooboistin Staatskapelle Berlin
- Paul Goodwin (* 1956), englischer Oboist (The English Concert, London Classical Players) und Dirigent (seit 1996)
- Léon Goossens (1897–1988), englischer Oboist
- Ingo Goritzki (* 1939), Solooboist Radio-Sinfonie-Orchester Frankfurt, Professor in Hannover und Stuttgart
- Albrecht Gürsching (1934–2017), Professor in Hamburg

## H
- Kyeong Ham (* 1993), Solooboist Finnish Radio Symphony Orchestra
- Ian Hardwick, Solooboist des London Philharmonic Orchesters[1], Professor für Oboe an der Royal Academy of Music[2]
- Christoph Hartmann (* 1965), Mitglied der Berliner Philharmoniker
- Werner Herbers (1940–2023), Solooboist Concertgebouworchester, Leiter der Ebony Band
- Brynjar Hoff (* 1940), Solooboist Norwegische Oper
- Heinz Holliger (* 1939), Komponist, Dirigent, Solooboist Basler Orchester-Gesellschaft, später Professor in Freiburg
- Christian Hommel (* 1963), Mitglied Ensemble Modern, Professor in Bremen
- Clemens Horak (* 1969), Solooboist Wiener Philharmoniker
- Helmut Hucke (1927–2003), klassischer Oboist und Pädagoge; Cappella Coloniensis, Collegium Aureum, Professor für Oboe an der Hochschule für Musik und Tanz Köln
- Gordon Hunt, britischer Oboist, Professor an der Guildhall School of Music and Drama

## I
- Thomas Indermühle (* 1951), Solooboist Rotterdamer Philharmoniker, Professor in Karlsruhe

## J
- Diethelm Jonas (* 1953), Solooboist in Essen, München, Stuttgart und Luzern, Professor in Lübeck

## K
- Paul Kaiser (* 1973), österreichischer Oboist, Solooboist der Wiener Symphoniker
- Giorgi Kalandarishvili (* 1983), georgisch-Deutscher Oboist, Solooboist Sinfonieorchester Münster, Musikhochschule Münster, Marigaux artist
- Ernst-Thilo Kalke (1924–2018)
- Hristo Kasmetski (* 1946), bulgarischer Oboist, Solooboist Portugiesisches Sinfonieorchester
- Jonathan Kelly, (* 1969), britischer Solooboist Berliner Philharmoniker
- Alex Klein (* 1964), brasilianischer Oboist, Solooboist Chicago Symphony Orchestra
- Dimitris Kitsos (* 1971), griechischer Oboist, Solooboist Thessaloniki State Symphony Orchestra
- Uwe Kleinsorge, Solooboist Gewandhausorchester
- Walter Klingner, Solo-Englischhornist MDR-Sinfonieorchester
- Lothar Koch (1935–2003), Solooboist Berliner Philharmoniker, Professor in Salzburg
- Ralf-Jörn Köster (* 1966), Solooboist Staatsphilharmonie Nürnberg, Hochschule für Musik Nürnberg
- Ernest Krähmer (1795–1837), Oboist in Dresden und Wien
- Kalev Kuljus (* 1975), estnischer Solooboist NDR Elbphilharmonie Orchester, Dozent Hochschule für Musik Karlsruhe

## L
- Benoît Laurent, Professor für Barockoboe in Frankfurt und Brüssel
- François Leleux (* 1971), Professor in München
- Winfried Liebermann, Solooboist Hamburgische Staatsoper, Professor in Lübeck und Heidelberg-Mannheim
- Xenia Löffler, Barockoboistin. Solooboistin der Akademie für Alte Musik Berlin und Professorin für Barockoboe an der Universität der Künste Berlin
- Günter Lorenz (* 1940), Englischhornsolist, Heckelphonist und Oboist Wiener Philharmoniker (1963–2005), Englischhornsolist, Heckelphonist und Oboist Wiener Staatsoper (1960–2005), Professor an der Universität für Musik und darstellende Kunst Wien (1977–2008), Oboist Bläserensemble der Wiener Philharmoniker und Wiener Oktett, Produzent von Oboen- und Englischhornrohren

## M
- Lucas Macías Navarro (* 1978), Professor in Freiburg
- Andrew Malcolm, Solooboist Bremer Philharmoniker, Bayreuther Festspielorchester
- Karl Mayrhofer (1927–1976), Solooboist der Wiener Philharmoniker, Staatsoper Wien, und Hochschullehrer
- Albrecht Mayer (* 1965), Solooboist Berliner Philharmoniker
- Paul McCandless (* 1947), US-amerikanischer Jazz-Musiker
- Andreas Mendel, Solooboist Bruckner Orchester Linz, Autor
- Fabian Menzel (* 1961), Solo-Oboist Hr-Sinfonieorchester, Professor in Frankfurt
- Paulus van der Merwe (* 1960), Solooboist NDR-Sinfonieorchester, Professor in Hamburg
- Fumiaki Miyamoto (* 1949), japanischer Oboist und Dirigent, Professor beim Tokyo College of Music
- Céline Moinet (* 1984), Solooboistin Staatskapelle Dresden, Professorin in Dresden
- Florian Mueller (1909–1983), Erster Oboist des Chicago Symphony Orchestra
- Wilhelm Mühlfeld (1851–1912), Königlicher Musikdirektor in Weimar
- Jochen Müller-Brincken (* 1953), Professor für Oboe und Kammermusik an der Hochschule für Musik in Würzburg

## N
- Michael Niesemann (* 1960), Oboist und Hochschullehrer, Professor in Essen

## O
- Alexei Ogrintchouk (* 1978), Solooboist Concertgebouworchester
- Domenico Orlando (* 1979), Solooboist Gewandhausorchester, Professor an der Kunstuniversität Graz, Professor an der Hochschule für Musik Würzburg
- Ramón Ortega Quero (* 1988), Solooboist Symphonieorchester des Bayerischen Rundfunks
- Tom Owen (* 1980), Solooboist Gürzenich-Orchester Köln

## P
- Stefanie Pabel (* 1974), deutsche stv. Solo-Oboistin und Englischhornistin seit 2001 an der Nordwestdeutschen Philharmonie
- Antonio Pasculli (1842–1924), Oboist in Palermo, Komponist von Werken für Oboe und Englischhorn
- Günther Passin (1937–2014), Oboist beim Radio-Symphonie-Orchester Berlin, Professor in München
- Matthew Peaceman (1956–2008), US-amerikanischer Oboist (barock und modern), Gründer und Leiter des Ensembles Il Cimento
- Pierre Pierlot (1921–2007), französischer Oboist mit einer Vielzahl von Aufnahmen von Barock bis zu ihm gewidmeten zeitgenössischen Werken
- Iwan Podjomow (* 1986),  Erster Oboist im Concertgebouworchester[3], russischer Oboist, Gewinner Musikwettbewerb Prager Frühling 2008
- Marcel Ponseele (* 1957), belgischer Oboist und Instrumentenbauer

## R
- Susanne Regel (* 1974), Solooboistin Musica Antiqua Köln
- Thomas Rohde (* 1962), Solooboist Philharmonisches Staatsorchester Hamburg
- Ernest Rombout (* 1959), niederländischer Oboist, Professor in Utrecht

## S
- Sergio Sànchez, Professor in Lübeck
- Hansjörg Schellenberger (* 1948), Solooboist Berliner Philharmoniker und Dirigent
- Stefan Schilli (* 1970), Solooboist Symphonieorchester des Bayerischen Rundfunks, Professor am Mozarteum in Salzburg
- Gernot Schmalfuß, Oboist, Pianist und Dirigent, Mitglied des Consortium Classicum, Professor in Detmold, Dirigent des Evergreen Symphony Orchestra
- Axel Schmidt (1940–2024), Englischhornist und Oboist, Professor in Weimar
- Christian Schneider (* 1942), Solooboist in Sinfonieorchestern und Mitglied in Barockensembles, Professor in Köln
- Willy Schnell (* 1927), Oboist und Mitglied des Württembergischen Staatsorchesters und der Bachakademie Stuttgart, Professor in Stuttgart
- Salomo Schweizer (* 1993), Schweizer Oboist und Englischhornist, Solooboist im Staatsorchester Braunschweig
- Andreas Schwinn (1920–2008), Mitglied der Münchner Philharmoniker
- Gunter Sieberth (* 1965), Solooboist Jenaer Philharmonie
- Wladimir Skljarenko (* 1955), russischer Oboist, Gewinner Wettbewerb in Ragusa (Italien) 1998
- Maria Sournatcheva (* 1988) Gewinnerin Des ARD Wettbewerbes 2007, ECHO Preises 2017. Solooboistin Des "LaVoce Instrumentale" Orchesters in Nizhny Novgorod.
- Martin Spanner (1934–2022), Solooboist Münchner Rundfunkorchester
- Heike Steinbrecher (* 1971), Soloenglischhornistin Bayerische Staatsoper, Professorin in Augsburg
- Veit Stolzenberger (* 1965), Solooboist Deutsche Radio Philharmonie Saarbrücken Kaiserslautern
- Keiji Suemasa, Solooboist Philharmonisches Orchester Bremerhaven

## T
- Marcel Tabuteau (1887–1966), Solooboist Philadelphia Orchestra, Professor in Philadelphia
- Peter Tavernaro (* 1971), Professor in Linz
- Daniela Tessmann, Soloboistin Nationaltheaterorchester Mannheim, Professorin in Mainz
- Gerhard Turetschek, Solooboist Wiener Staatsoper und Wiener Philharmoniker, Professor in Graz (Expositur Oberschützen)

## V
- Juri Vallentin (* 1990), Professor in Karlsruhe

## W
- David Walter (* 1958), französischer Oboist und Dirigent, Professor in Paris
- Viola Wilmsen, Solooboistin Deutsches Symphonie-Orchester Berlin, Professorin in Berlin
- Helmut Winschermann (1920–2021), Oboist, Hochschullehrer und Dirigent, Professor in Detmold
- Gregor Witt (* 1968), Solooboist Staatskapelle Berlin, Professor in Rostock
- Andreas Wittmann (* 1961), Mitglied der Berliner Philharmoniker
- Tytus Wojnowicz (* 1965), polnischer Oboist, Professor in Warschau, Cross-Over-CD-Aufnahmen
- Marie Wolf (* 1955), 1994–97 Leiterin der ersten österreichischen Konservatoriumsabteilung für alte Musik in Wien, Mitglied beim Concentus Musicus Wien
- Dominik Wollenweber (* 1967), Soloenglischhornist Berliner Philharmoniker, Professor in Berlin

## Z
- Omar Zoboli (* 1953), italienischer Oboist, Professor an der Hochschule für Musik in Basel